# Benedict Anderson
Benedict Richard O'Gorman Anderson, född 26 augusti 1936 i Kunming i Kina , död 13 december 2015 i Batu i Indonesien, var en irländsk-amerikansk socialantropolog och statsvetare, professor i internationella studier vid Cornell University, i USA. Bror till historikern Perry Anderson.

## Nationalismforskning
Benedict Andersons verk Imagined Communities: Reflections on the Origin and Spread of Nationalism (1983) har klassikerstatus och nationen som en föreställd gemenskap blev snabbt en innefras. Andersons ansats var modernistisk, eller funktionell, i sitt perspektiv på nationstänkandets uppkomst. Det var uppfattningen om nationen som ett mentalt landskap, som en psykologisk massrörelse, som låg till grund för hans analyser.
Ernest Gellners verk Nations and nationalism gavs ut samma år som Andersons. Perspektivet var även här modernistiskt, men där Gellner satte en bas för nationstänkandet i industrialismens och moderniseringens fysiska strukturomvandlingar pekade Anderson på de antropologiska konsekvenserna av denna modernisering. Vilka masspsykologiska faktorer var det som låg bakom nationstänkandet? Hur konstituerades de mentala instrumenten för upprättandet av ett nationstänkande?
En nationell gemenskap förutsätter en gemenskap mellan alla nationens nu levande medborgare, liksom även i det förflutna och i framtiden. Denna gemenskap kan inte vara annat är föreställd, och föreställningen måste bygga på en oerhörd förlängning av människans naturliga sätt att identifiera sig genom släktskaps- och vänskapsrelationer. Nationalitetskänslan rymmer med andra ord, jämfört med det traditionella närsamhällets mer fysiska band, en unik grad av abstraktion.
All form av social gemenskap som går utöver den lilla bygemenskapen man mot man måste förvisso vara föreställd, vilket de äldre formerna av makrogemenskap i religionssamfund eller dynastier gav prov på. En avgörande brytpunkt uppstod emellertid i tiden för den nya tryckteknikens spridning i Europa. Genom kombinationen av sekularisering och uppbrottet från feodalsamhällets låsta kapitalism uppstod den nya form av "print capitalism" som Anderson menar var grundförutsättningen för uppbrottet från den gamla världens vertikala kosmologi - till den nya världens mer horisontellt anlagda samhällsordning. Genom tryckkapitalismen skapades förutsättningarna för en läsande masspublik, vilket i sig lade grunden till folkspråkens utveckling och den för nationalismen så nödvändiga upplevelsen av att vara en del av en språklig och kulturell gemenskap.
Nationstänkandet kan enligt Anderson flyttas och tillämpas på i stort sett alla former av kollektiv, förutsatt att vissa givna kriterier, som exempelvis en gemensam arena för masskommunikation, är uppfyllda. Till detta sistnämnda kriterium för spridande av det nationella tänkandet räknar Anderson främst tre tekniker: folkräkning, karta och museum. 
Det radikala med Andersons analys är att han inte stannar vid en trivial och funktionalistisk redogörelse för etableringen av homogeniseringsinstrument som kartografi, folkräknande statistik och nationell historieskrivning. Han tar ett steg vidare och frågar sig vad dessa instrument innebär för konstituerandet av vår samhällsuppfattning. Vad är det folkräkningen, kartan och nationalmuseet egentligen åstadkommer då de presenterar förmenta "folk", administrativa gränser och homogena utvecklingshistorier?
Andersons exempel får här rollen av perspektivförskjutningar. Den normala uppfattningen om exempelvis mercatorprojektionens kartbild över en nation, är att den speglar en konkret verklighet i abstraherad form. Anderson vänder på steken och pekar på den höga grad av abstraktion som här har lagts på verkligheten, som ett slags raster, för att skapa bilden av ett kvalitativt avgränsat nationsområde.
Hans verk Spectres of Comparison; Nationalism, Southeast Asia and the World (1998) följer upp resonemanget från Imagined Communities genom att ge en multidisciplinär och komparativ skildring av valda nationsbildningar i Sydostasien.

### Utgåvor på svenska
- 1993 – Den föreställda gemenskapen : reflexioner kring nationalismens ursprung och spridning ISBN 9186320637